# Бозе-газ
Ідеальний бозе-газ — це квантово-механічна фаза матерії, аналогічна класичному ідеальному газу. Він складається з бозонів, які мають ціле значення спіну та підпорядковуються статистиці Бозе-Ейнштейна. Статистичну механіку бозонів розробив Шатьєндранат Бозе для фотонного газу та поширив на масивні частинки Альберт Ейнштейн, який зрозумів, що ідеальний газ бозонів утворюватиме конденсат при досить низькій температурі, на відміну від класичного ідеального газу. Цей конденсат відомий як конденсат Бозе-Ейнштейна.